# AMD Am2900
Am2900 は、AMDが1975年に発売した集積回路（ICチップ）のファミリである。これらのICは、機能的にはビットスライス方式でプロセッサのセットを構成するものであり、プロセステクノロジはバイポーラトランジスタである。それぞれがコンピュータ制御装置 (CCU) の異なる側面を表すモジュラーコンポーネントとして使用できるように設計された。Am2900ファミリは、ビットスライス方式であるため、データ/アドレス/命令を4ビットの任意の倍数になるようにCCUを実装することができた。このモジュール方式の大きな欠点は、単一のCPU ICでできることを実装するために、より多くのICを必要とすることであった。Am2901チップは、演算論理ユニット(ALU)であり、シリーズのコアである。4ビットでカウントし、バイナリ操作やさまざまなビットシフト演算を実装していた。また、Am2909は一つのチップで4-bit分のアドレスを生成するマイクロシーケンサであり n 個用いることで 4n-bit分のアドレスを生成することが可能で、内部にはマイクロプログラムカウンタを4ネストレベルまで格納するスタック及びスタックポインタを有する。
2901とファミリの他のいくつかのチップは、1975年のモトローラとレイセオンを皮切りに、サイプレス・セミコンダクター、ナショナル セミコンダクター、NEC、トムソン(現: STマイクロエレクトロニクス)、およびSigneticsなど、非常に多くの他のメーカーからセカンド・ソースとして供給された。ソビエト連邦とその後のロシアでは、Am2900ファミリーは1804シリーズとして製造されていた (例: Am2901はKR1804VS1と指定 (英語版) /ロシア語: КР1804ВС1) が、2016年現在も生産されている。

## 採用例
例えばALUのみ使用、というものもあれば、システム全体として本系列を採用しているものもある。以下では特に識別はしていない
- アタリのアーケードマシン
  - ベクターグラフィックス: Tempest, Battlezone, Red Baron ではそれぞれ数学ボックスの補助回路基板に4個のAm2901 ICが使用された。
  - ラスターグラフィックス: I, Robot はポリゴンを塗りつぶした最初の商用ゲームで[6]、4個のAMD 2901チップを中心に構築された演算プロセッサを搭載した[7]。
- AT&T 3B20D : 通信制御用の多重化された高可用性プロセッサで、4個のAMD 2901を用いた[8]。
- アポロ・コンピュータ Tern ファミリー: DN460, DN660, DSP160. すべて同じシステムボードを使用しておりMC68010命令セットをエミュレートする[9]。
- 木星探査機ガリレオの姿勢制御コンピュータやNASA製航空機で使われた Itek Advanced Technology Airborne Computer (ATAC)。Am2900ファミリを使った16ビットで16本のレジスタを持つコンピュータである。ガリレオに搭載されたATACには4つの特殊な命令が追加され、2901の放射線耐性を強化したバージョンも使われた[10]。
- データゼネラル Nova 4: Am2901 ALUを並列に構成して16ビットワードを扱えるようにしていた。基板には15個の Am2901 ALU が搭載されたものもある[11]。
- DEC
  - PDP-10 の KS10 モデル[12]
  - PDP-11の機種 PDP-11/23、PDP-11/34、PDP-11/44 の浮動小数点オプション（それぞれ FPF11、FP11-A、FP11-F）[13][14]
    - SM-1420 - ソ連のPDP-11クローン[15]。他のクローンでも使われていたと見られている[16]。

  - VAX 11/730: CPUにAM2901を8個使用した[17]。
- Eventide H949 Harmonizer: 4つのAm2901チップ(といくつかのマイクロコードPROM)がアドレス生成とDACシステムの基準電圧の生成に使用された。オーディオは2901 ALUセクションでは処理されなかった。
- フェランティ Argus 700 (700F、700G): AM2901デバイスが使用され、A700の周辺チャネルコントローラの一部ではハードドライブやフロッピードライブなどに使用された。
- Geac Computer Corporation 2000, 6000, 8000, 9000はすべて4個のAM2901チップをベースとした。2000は薬局で、その他のモデルは図書館、銀行、保険の自動化に使用された。
- High Level Hardware Limited Orion: Unixが動作するユーザ・マイクロコード可能なミニコンピュータ。書き込み可能なマイクロコードで、命令セットを再定義してカスタマイズできた[18]。
- ヒューレット・パッカード (現在はキーサイト・テクノロジー) HP 1000 A-series model A600: 16ビットプロセッサに4つのAM2901 ALUを使用した[19]。
- ゼロックス Dandelion: Xerox Star とLISPマシン Xerox 1108 で使われた[20]。
- イギリスの GEC 4000シリーズミニコンピュータ: 4060/4150/4160（いずれもAm2901を使った16ビット構成）と 4090/418x/419x（Am2901を18個使って、32ビット整数ALUと64ビット倍精度FPUを構成）[21]
- MAI Basic Four の一部マシン[22]
- Metheus / Barco Omega 400および500シリーズのグラフィックシステム: 1982年のディスプレイプロセッサで、4つのAm2901チップ(および8個のマイクロコードPROM)が使用された。
- NCRの Joel McCormack が設計した UCSD Pascal P-machine プロセッサ
- Lilith - ニクラウス・ヴィルト（チューリッヒ工科大学）
- テクトロニクス4052（英語版） グラフィックスコンピュータ
- ピクサー・イメージ・コンピュータ: それぞれ4つのAm2900を搭載した4つのチャネルプロセッサ
- 多くのSiemens TelepermとS5 PLCは、産業用制御で使用され、2900シリーズを使用して構築された。
- Simulation Excel (Sim-X), Oslo, Norway: 文字書体ワークステーション/タイプセッター。4つのプロセッサのうちの1つは、4つの2901スライスと1つの2910アドレスシーケンサから構築された16ビットマイクロコード化された計算・変換エンジンであった。Sim-Xマシンは、16ビットの整数乗算器を使用してグラフィカル変換を最適化した[23]。

## ファミリ
Am2900 Family Data Book に掲載されているものは以下の通り。
| Am2901 | 4ビットスライスALU（1975年）                      |  |
| Am2902 | ルックアヘッド・キャリー生成器                    |  |
| Am2903 | 4ビットスライスALU、乗算器付き                    |  |
| Am2904 | ステータス/シフト制御装置                         |  |
| Am2905 | バス・トランシーバー                              |  |
| Am2906 | パリティビット付きバス・トランシーバー            |  |
| Am2907 | パリティビット付きバス・トランシーバー            |  |
| Am2908 | パリティビット付きバス・トランシーバー            |  |
| Am2909 | 4ビットスライス・アドレスシーケンサ               |  |
| Am2910 | 12ビットアドレスシーケンサ                        |  |
| Am2911 | 4ビットスライス・アドレスシーケンサ               |  |
| Am2912 | バス・トランシーバー                              |  |
| Am2913 | 優先度付き割り込みエキスパンダー                  |  |
| Am2914 | 優先度付き割り込みコントローラ                    |  |
| Am2915 | 4ビット 3状態バス・トランシーバー                 |  |
| Am2916 | 4ビット 3状態バス・トランシーバー                 |  |
| Am2917 | 4ビット 3状態バス・トランシーバー                 |  |
| Am2918 | 命令レジスタ, 4ビット D レジスタ                  |  |
| Am2919 | 命令レジスタ, 4ビット レジスタ                    |  |
| Am2920 | 8ビット D型フリップフロップ                       |  |
| Am2921 | 1-to-8 デコーダ                                   |  |
| Am2922 | 8-入力 マルチプレクサ (MUX)                       |  |
| Am2923 | 8-入力 マルチプレクサ (MUX)                       |  |
| Am2924 | 3-ラインから 8-ラインのデコーダ                   |  |
| Am2925 | システムクロック・ジェネレータおよびドライバ      |  |
| Am2926 | ショットキー 4ビット3状態バスドライバ             |  |
| Am2927 | 4ビット3状態バス・トランシーバ                    |  |
| Am2928 | 4ビット3状態バス・トランシーバ                    |  |
| Am2929 | ショットキー 4ビット3状態バスドライバ             |  |
| Am2930 | 主記憶プログラム制御                              |  |
| Am2932 | 主記憶プログラム制御                              |  |
| Am2940 | DMAジェネレータ                                   |  |
| Am2942 | プログラマブル・タイマー/カウンタ/DMAジェネレータ |  |
| Am2946 | 8ビット 3状態 双方向バス・トランシーバー          |  |
| Am2947 | 8ビット 3状態 双方向バス・トランシーバー          |  |
| Am2948 | 8ビット 3状態 双方向バス・トランシーバー          |  |
| Am2949 | 8ビット 3状態 双方向バス・トランシーバー          |  |
| Am2950 | 8ビット 双方向 I/Oポート                          |  |
| Am2951 | 8ビット 双方向 I/Oポート                          |  |
| Am2954 | 8ビット・レジスタ                                 |  |
| Am2955 | 8ビット・レジスタ                                 |  |
| Am2956 | 8ビット・ラッチ                                   |  |
| Am2957 | 8ビット・ラッチ                                   |  |
| Am2958 | 8ビット・バッファ/ラインドライバ/ラインレシーバー |  |
| Am2959 | 8ビット・バッファ/ラインドライバ/ラインレシーバー |  |
| Am2960 | カスケード接続可能な16ビット・エラー検出/訂正装置 |  |
| Am2961 | 4ビット エラー訂正・複数バス・バッファ            |  |
| Am2962 | 4ビット エラー訂正・複数バス・バッファ            |  |
| Am2964 | ダイナミックメモリ・コントローラ                  |  |
| Am2965 | 8ビット・ダイナミックメモリ・ドライバ             |  |
| Am2966 | 8ビット・ダイナミックメモリ・ドライバ             |  |

- 74F2960 / Am2960 のように7400シリーズの名称も持つチップも多い。